# Washida Masakazu
Masakazu Washida (sinh ngày 5 tháng 11 năm 1978) là một cầu thủ bóng đá người Nhật Bản.

## Sự nghiệp câu lạc bộ
Masakazu Washida đã từng chơi cho JEF United Ichihara, Montedio Yamagata, Kyoto Purple Sanga, Montedio Yamagata, Tochigi SC và FC Ryukyu.